# Вітовтова дорога
Вітовтова дорога — частина великого тракту XIV–XVII століття з Берестя до Володимира через Вижву (нині територія селища Стара Вижівка), якою, за переказом, часто проїжджав великий князь литовський Вітовт і яка була названа його іменем. Пролягала через Ратне у Холмській землі Руського воєводства та Пісочне (нині село Поліське), Вижву, Смідин, Паридуби (нині усі Старовижівського району) у Володимирському повіті Волинського воєводства. Фіксується у «пописі» 1546 року, який детально окреслював і розмежовував границі (обвод) Великого князівства Литовського з Короною Польською, а також у Руській метриці під 1579.